# Marlboro
Cet article concerne la marque de cigarette. Pour les autres significations, voir Marlboro (homonymie).
Marlboro est une marque américaine de cigarettes blondes fabriquées aux États-Unis par Philip Morris USA, une filiale d'Altria, et dans le reste du monde par Philip Morris International. Distribuée dans 170 pays, c'est la marque de cigarette la plus vendue dans le monde depuis 1972.

## Historique

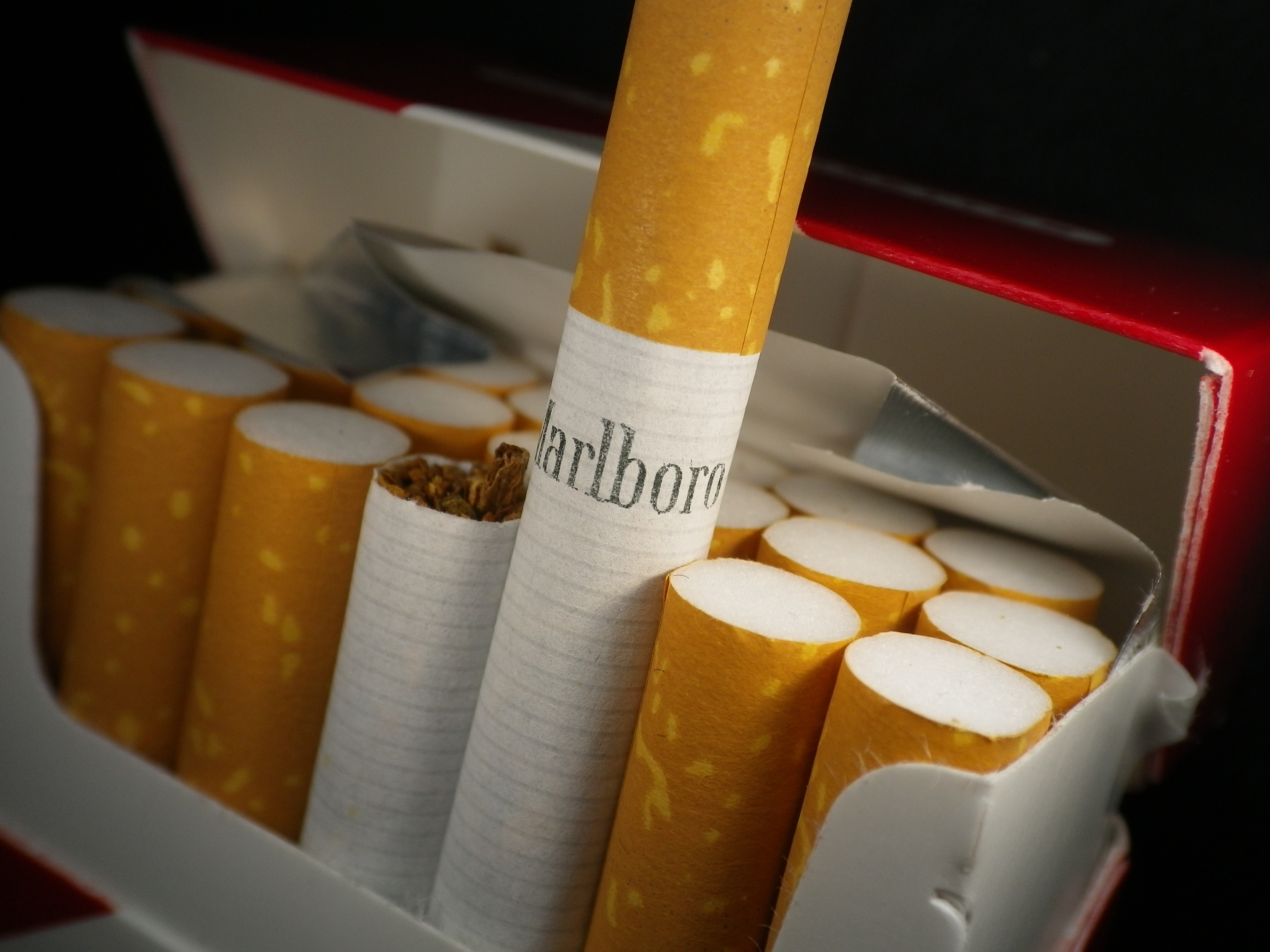
Une cigarette Marlboro dans son paquet.

Philip Morris, petit importateur de tabac, ouvre sa première boutique à Londres en 1847. Après sa mort, en 1873, sa famille continuera le commerce du tabac sous le même nom et en 1902, les cigarettes de marque Philip Morris commencent à être exportées vers les États-Unis.
La marque « Marlboro » est déposée aux États-Unis en 1908 bien qu'aucune cigarette ne soit commercialisée sous ce nom avant 1923. Le nom de la marque viendrait de l'adresse, Great Marlborough Street, de la première manufacture Philip Morris Inc. de Londres, simplifiée en « Marlboro ». La famille Morris s'installe aux États-Unis en 1909.
Lorsque les cigarettes Marlboro voient le jour (vers 1923 ou 1924), elles sont d'abord commercialisées comme « America's luxury cigarette » (« la cigarette de luxe de l'Amérique ») et sont principalement vendues dans les hôtels et les stations de vacances.
Trois ans plus tard, Philip Morris oriente sa publicité vers le public féminin. En 1930, un embout (appelé « Ivory Tip » pour sa couleur ivoire) couvre l'une des extrémités de la cigarette pour éviter que le papier ne colle aux lèvres, puis est également mise à la vente une cigarette à embout rouge (appelé cette fois « Beauty Tip »), censé masquer les traces de rouge à lèvres,.
Après avoir connu un bref succès pendant la Seconde Guerre mondiale, les ventes de la marque stagnent à moins de 1 % des ventes de tabac aux États-Unis. En 1954, Philip Morris décide de repositionner la marque Marlboro et de modifier le produit,. Parmi les modifications majeures figurent l'ajout d'un filtre (à finition simili-liège, tel qu'on le connaît toujours aujourd'hui), un mélange de tabac plus fort, un nouveau logo, et l'arrivée d'un nouvel emballage connu sous le nom de « Flip Top Box », le paquet en carton à couvercle rabattant. Leo Burnett, publicitaire à Chicago, se voit confier la publicité des nouvelles Marlboro, c'est lui qui fera de Marlboro la marque de cigarettes la plus vendue au monde. La communication de Marlboro met en scène une série d'hommes virils, dont le cowboy.
En 1957, les ventes avaient triplé (de 6,4 milliards de cigarettes en 1954, elles sont passées à 19,5 milliards), pour atteindre 4,5 % de part de marché national en 1958.

### Le Marlboro Man

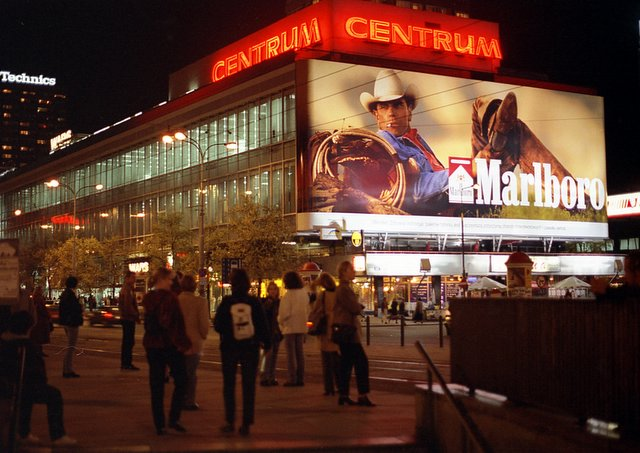
Publicité de la marque utilisant un « Marlboro Man » en 2000 à Varsovie, (Pologne).

Au début des années 1960, la décision est prise d'axer la campagne sur le cowboy uniquement. L'idée d'utiliser un cowboy comme icône est de Burnett. Pour soutenir l'image du cowboy, l'agence décide de lui donner un environnement, le Marlboro Country, et la campagne est lancée en 1963.
En 1971, la marque lance une version « light » de la cigarette .
Les répercussions commerciales s'amplifient et Marlboro gravit les échelons pour finalement devenir en 1972 la marque de cigarettes la plus vendue au monde : avec plus de 300 milliards de cigarettes vendues en 2009, la marque dépasse le volume combiné de ses trois concurrentes les plus proches. 
L'icône publicitaire diffusée dans le monde, le cowboy, en est venue à symboliser la marque Marlboro sous l'appellation de « Marlboro Man ». Des dizaines d'acteurs se sont succédé pour jouer ce rôle de cowboy au cours des années. Cinq d'entre eux sont morts d'une maladie liée au tabagisme.

## Marlboro et les sports mécaniques
Dans un premier temps, Marlboro devient le principal sponsor de l'écurie de Formule 1 BRM de 1972 et 1973, puis, en 1974, la marque décide de soutenir McLaren. Ce contrat de sponsoring dure jusqu'en 1996, date à laquelle ils signent avec Ferrari.
Dernière marque de cigarettes à sponsoriser une écurie de F1, Marlboro a retiré en 2008 ses logos des voitures pour les remplacer par un code-barres non marqué. En effet, la réglementation de la Formule 1 2008 impose aux écuries de masquer le nom de leur sponsor-cigarettier lors des épreuves se déroulant en Europe. En 2010, des experts considèrent que le code-barres sur le capot moteur de la monoplace Ferrari évoque Marlboro de façon subliminale. Le code-barres est retiré de la livrée en vue du Grand Prix d'Espagne 2010. En 2011, Ferrari modifie son logo, qui pour certains présente une ressemblance avec le paquet de cigarettes Marlboro.
Marlboro a apporté un soutien financier à de nombreux pilotes automobiles, dont les plus illustres sont Alain Prost, Ayrton Senna, ou Mika Häkkinen. De 1970 jusqu'au milieu des années 1990, les logos des cigarettiers pouvaient être présents sur les combinaisons des pilotes à défaut d'être présents sur les voitures. Marlboro a également sponsorisé de nombreux Grands Prix.
La marque a aussi sponsorisé le sport motocycliste, notamment en Grand Prix, d'abord avec Yamaha et Honda en 500 cm3, puis Ducati depuis le retour du constructeur italien en 2003.
Parmi les autres disciplines, on a vu Marlboro en rallyes avec Toyota, Mitsubishi et Peugeot, et en endurance avec, entre autres, l'écurie Joest Racing courant sur Porsche 956 en 1983.

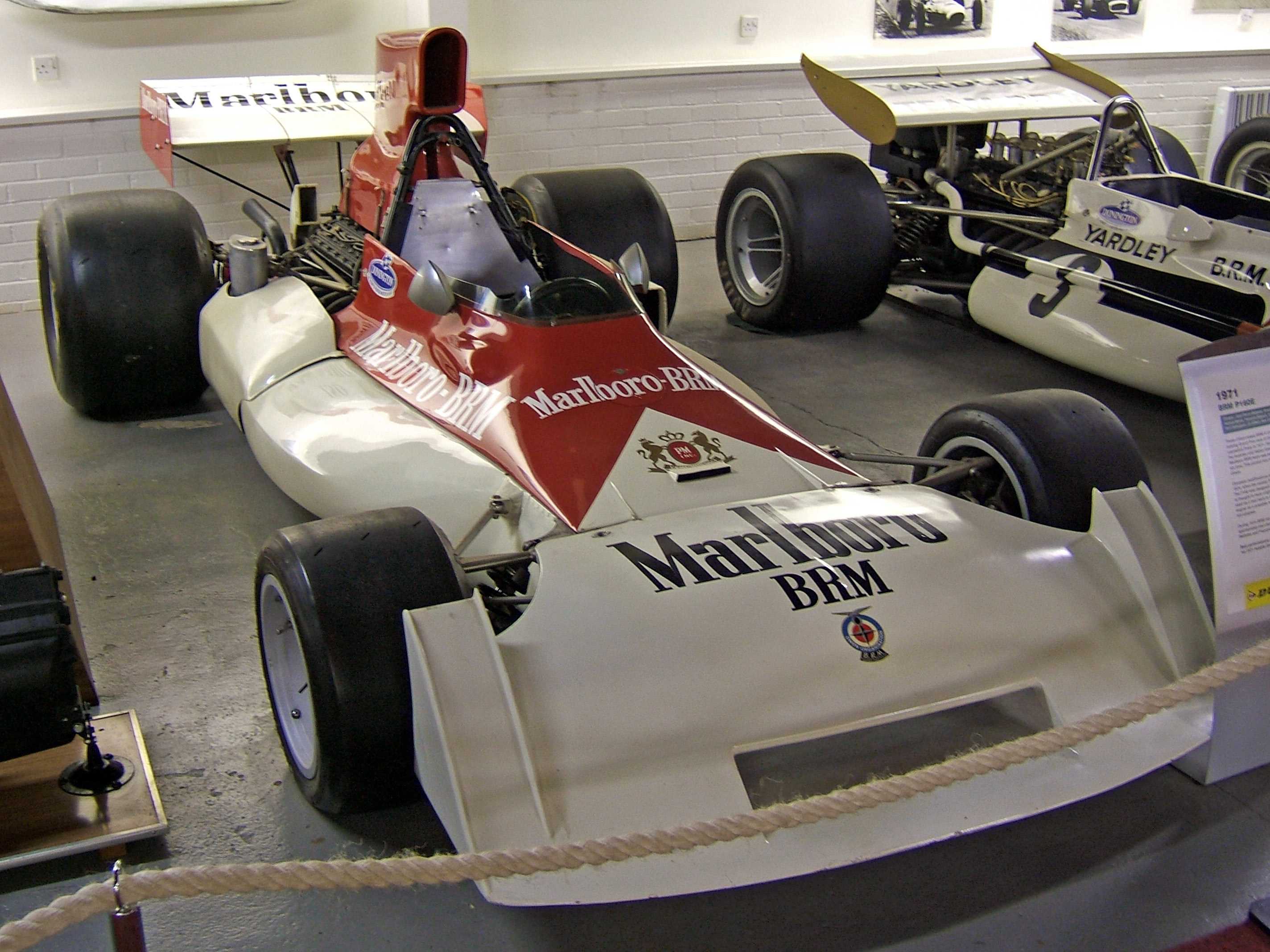
BRM P160 de 1971.
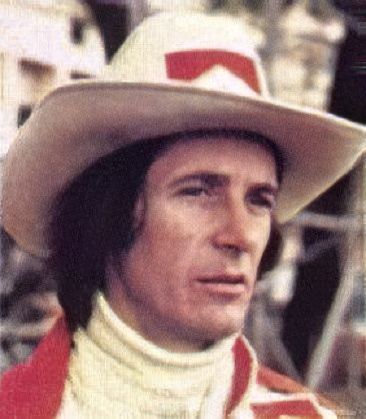
Le pilote automobile italien Arturo Merzario et son Stetson orné du logo Marlboro, en 1976.
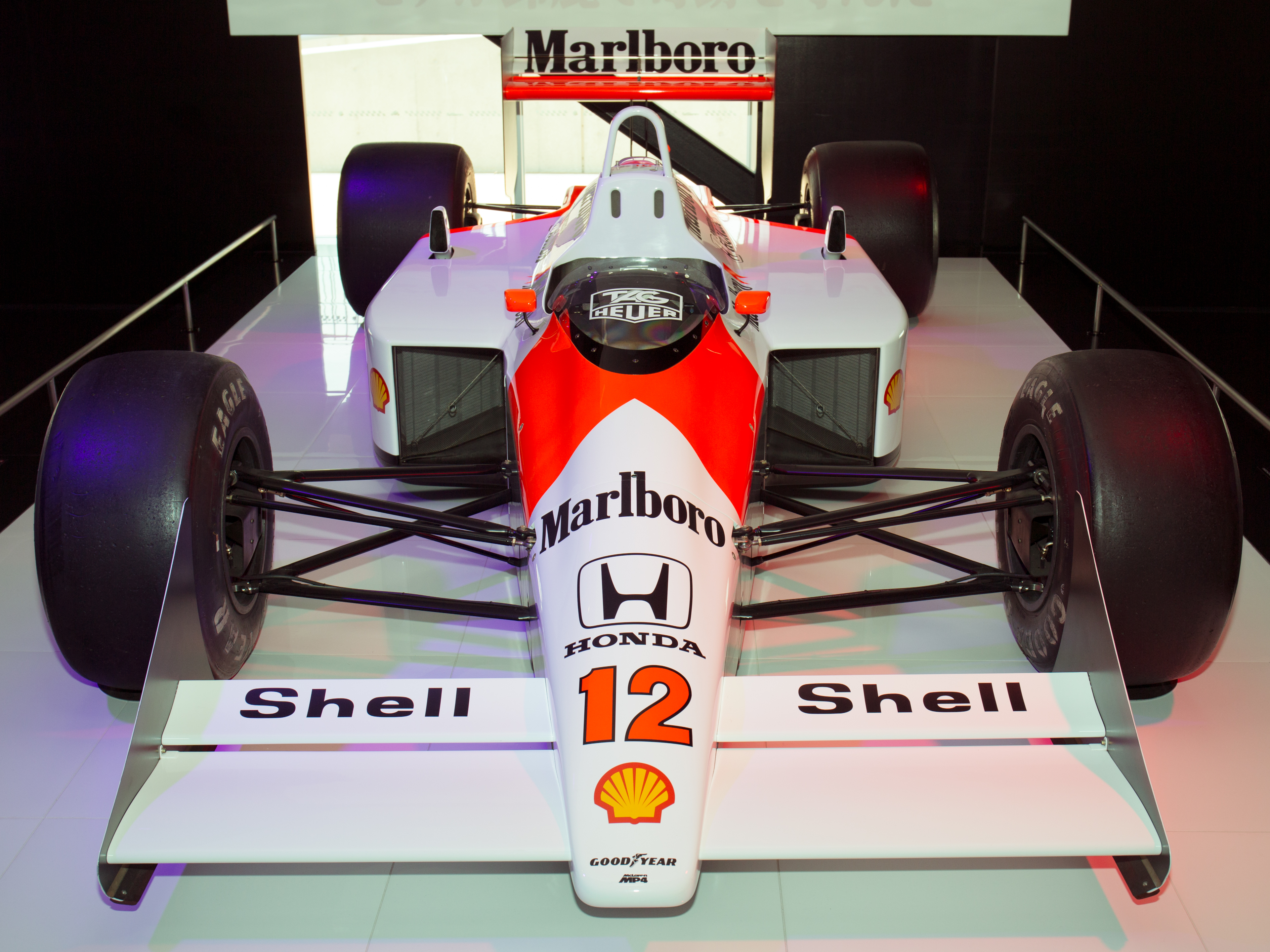
La McLaren MP4/4 d'Ayrton Senna.
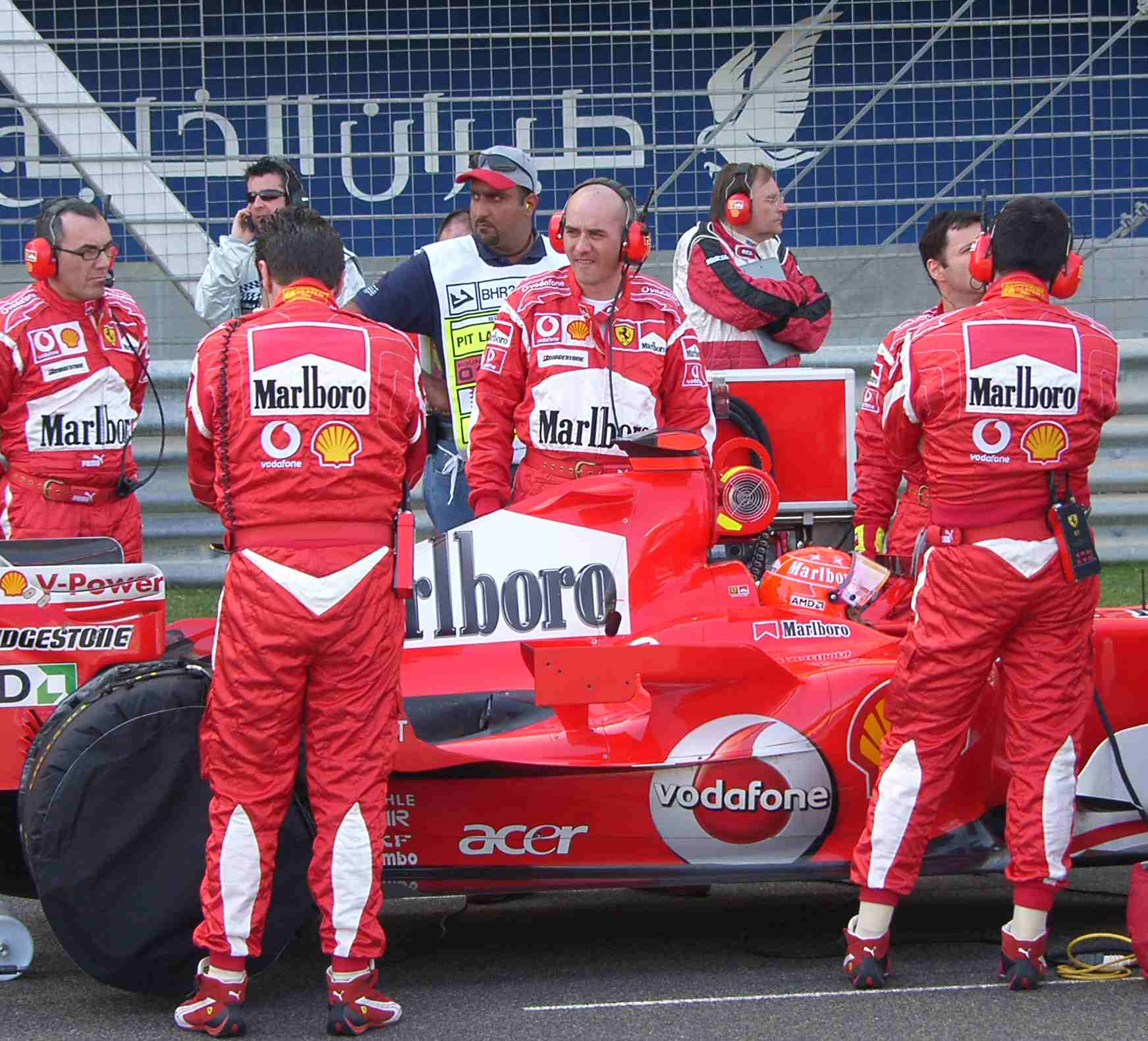
Logos Marlboro sur la Formule 1 Ferrari et son équipe, au Grand Prix de Bahreïn 2006.
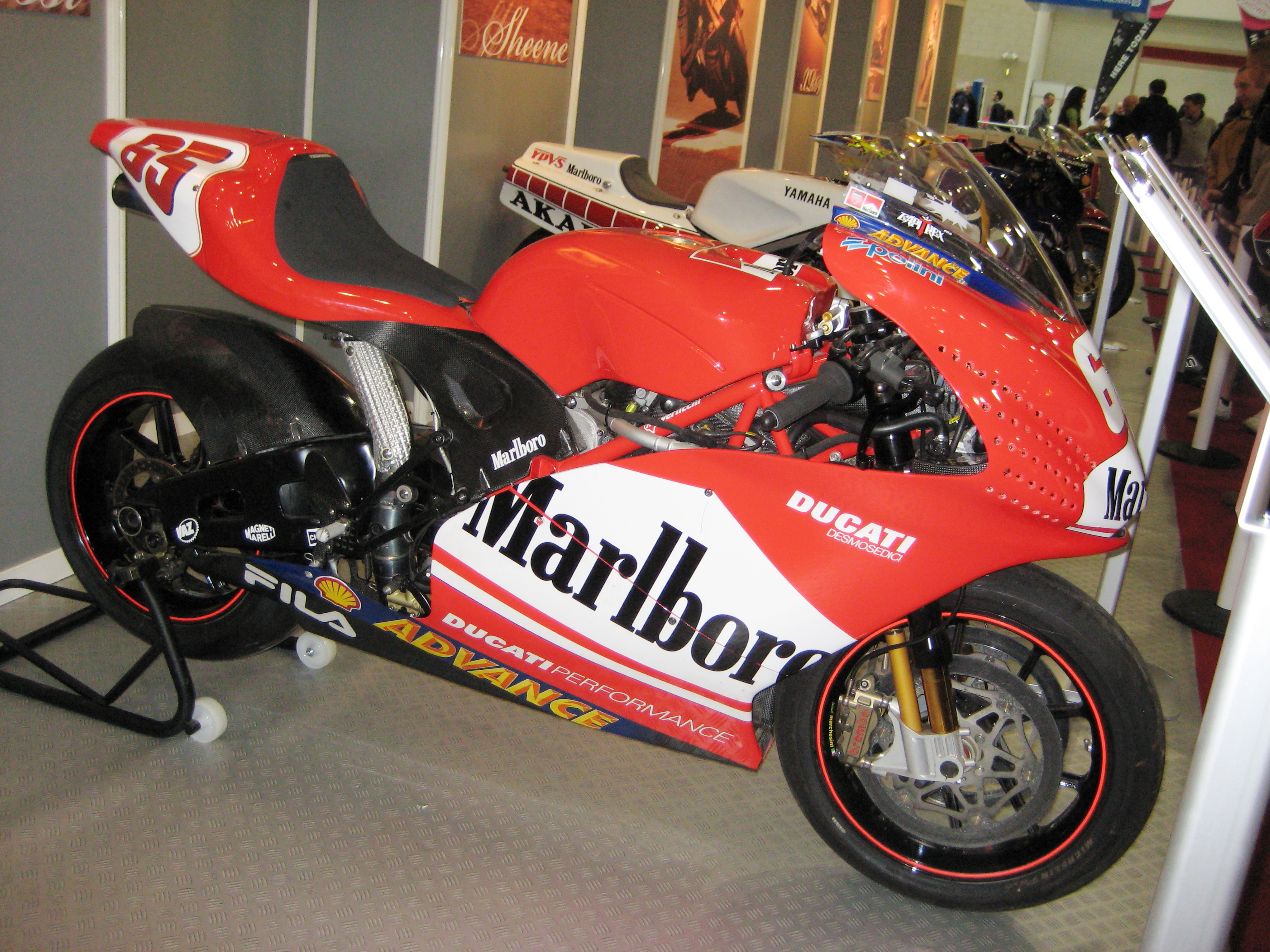
La Ducati de MotoGP en 2004.
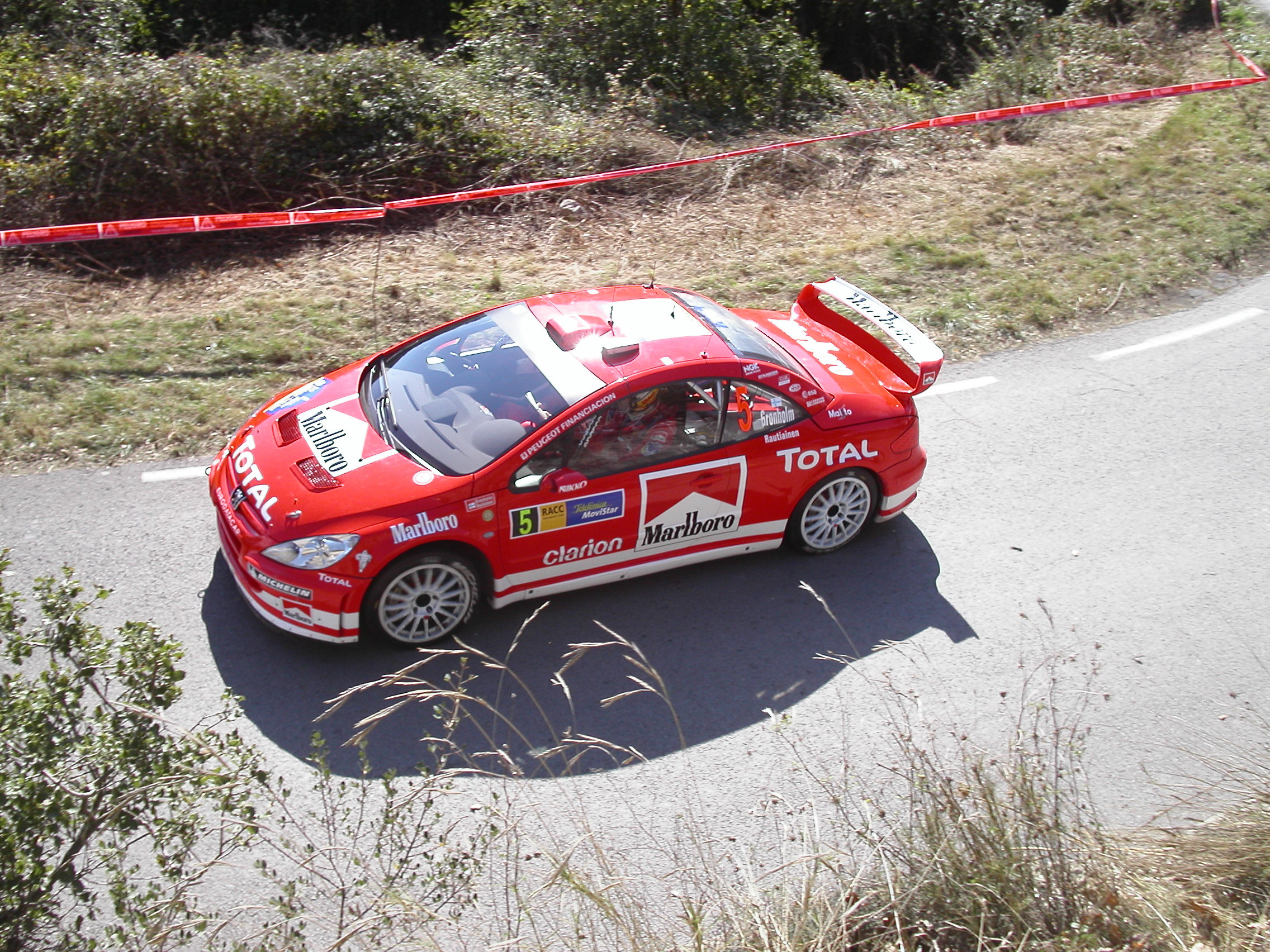
Marcus Grönholm sur Peugeot 307 WRC au Rallye de Catalogne 2005.

## Marlboro au cinéma
La marque apparaît dans de nombreux films et séries avec plus ou moins de discrétion ;  comme Demolition Man, Prison Break, Malcolm, Midnight Run, Macadam Cowboy, Le Locataire, Superman 2, Gorilles dans la brume, Apocalypse Now, Mean Streets, Babylon A.D., Forrest Gump, Gomorra, Carlos, La Loi et l'Ordre, Californication, Ong-bak, Terminator 3 : Le Soulèvement des machines, Tonnerre sous les tropiques, Orange mécanique, Shining, Mad Men, Full Metal Jacket, Eyes Wide Shut, Le Dernier Samaritain, Gangster Squad, Parfum de femme, Millénium : Les Hommes qui n'aimaient pas les femmes, Midnight Express, OSS 117 : Rio ne répond plus ou encore Vol au-dessus d'un nid de coucou.
Dans les X-Files, l'« homme à la cigarette » fume des cigarettes Morley, une marque fictive de cigarettes qui reprend presque à l'identique le design du paquet de Marlboro. Cette marque fictive est utilisée dans des centaines de productions cinématographiques.
La marque fictive Laramie dans la série Les Simpson fait référence à la marque Marlboro au vu des formes et couleurs sur les paquets.
L'acteur Don Johnson incarne Marlboro Man (Robert Lee Anderson), un personnage principal du film Harley Davidson et l'Homme aux santiags.